# Dalmatovskij rajon
Il Dalmatovskij rajon (in russo Далматовский район?) è un rajon dell'Oblast' di Kurgan, nel Bassopiano della Siberia occidentale; il capoluogo è Dalmatovo. Istituito nel 1924, ricopre una superficie di 3.530 chilometri quadrati.